# Сикирић
Сикирић је насељено мјесто у општини Братунац, Република Српска, БиХ. Према попису становништва из 2013. године, у насељу је живио 121 становник.

## Географија
Смештен је на левој обали Дрине. Обухвата подручје од 411 хектара.

## Историја
Село је страдало током рата 1992–1995.

## Становништво
Према попису становништва из 1991. године, мјесто је имало 442 становника.
| Демографија | Демографија | Демографија |
| Година      | Становника  | Становника  |
| ----------- | ----------- | ----------- |
| 1961.       | 415         |             |
| 1971.       | 374         |             |
| 1981.       | 431         |             |
| 1991.       | 442         |             |
| 2013.       | 121         |             |